# Ptyelus caffer
Ptyelus caffer är en insektsart som beskrevs av Carl Stål 1854. Ptyelus caffer ingår i släktet Ptyelus och familjen spottstritar. Inga underarter finns listade i Catalogue of Life.